# Rue des Blés (Colmar)
Pour les articles homonymes, voir Rue des Blés.
La rue des Blés est une voie de la commune française de Colmar.

## Situation et accès
Cette voie de circulation, d'une longueur de 200 m, se trouve dans le quartier centre.
On y accède par les boulevards du Général-Leclerc,
du Champ-de-Mars, la Grand-Rue, les rues Bruat, Chauffour, Landeck, du Lycée, la petite rue des Blés et la place des Six-Montagnes-Noires.
Bus de la TRACE, ligne    6  , arrêt Six Montagnes Noires.

## Bâtiments remarquables et lieux de mémoire
Dans cette rue se trouvent des édifices remarquables[Lesquels ?].

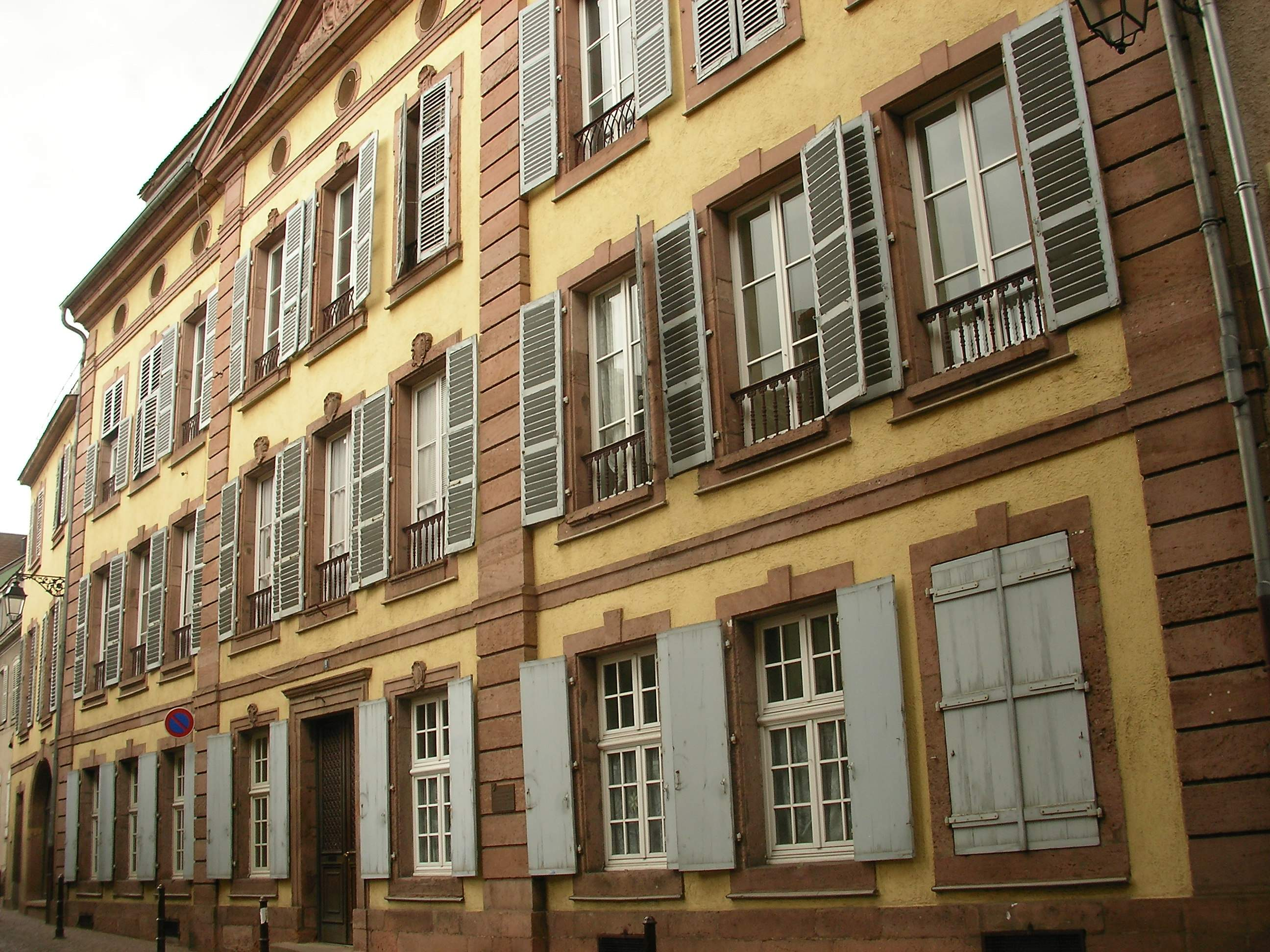
Hôtel d'Arlesheim (1678)[3].
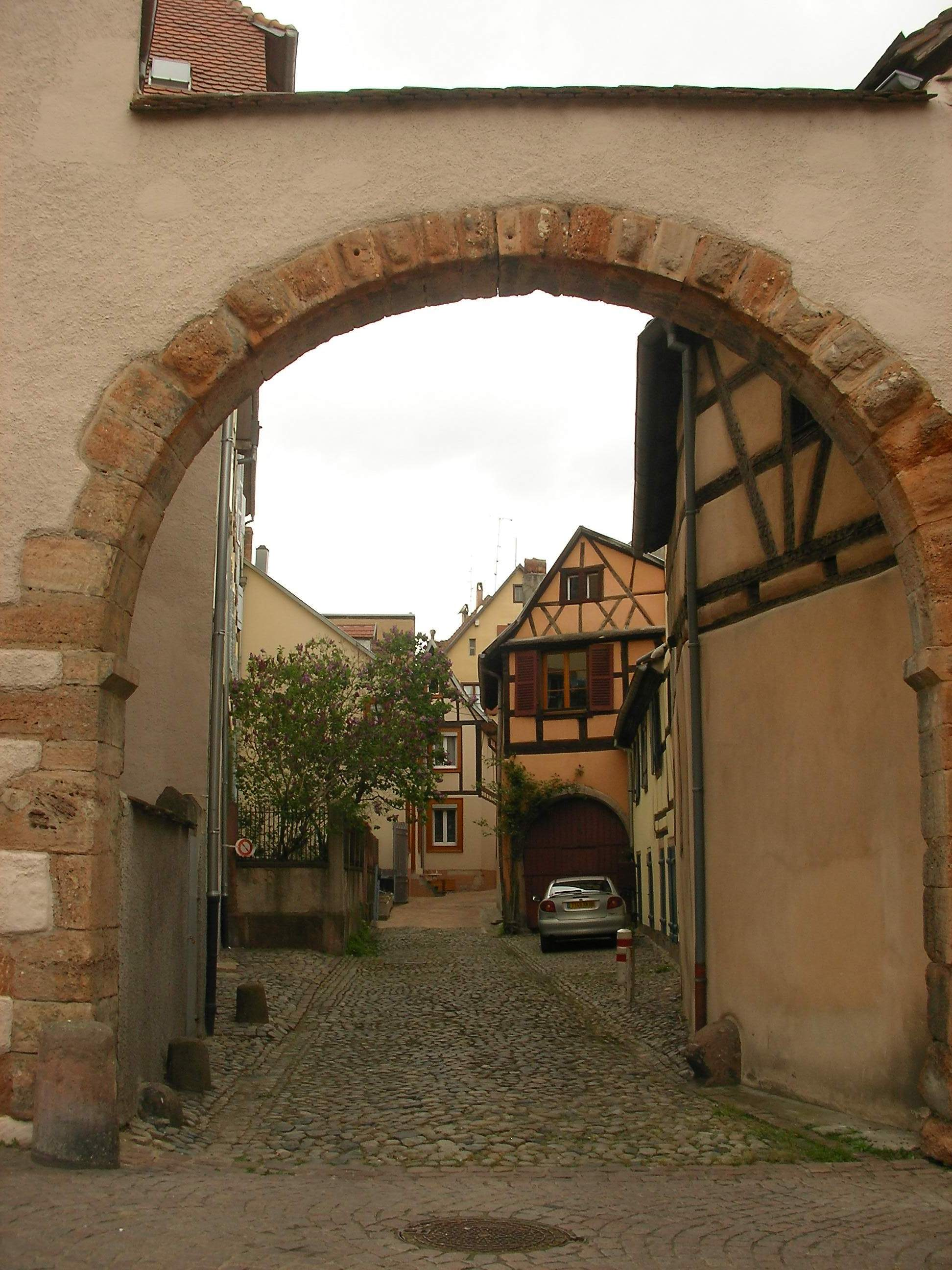
Spitalackerhof (1589)[4].
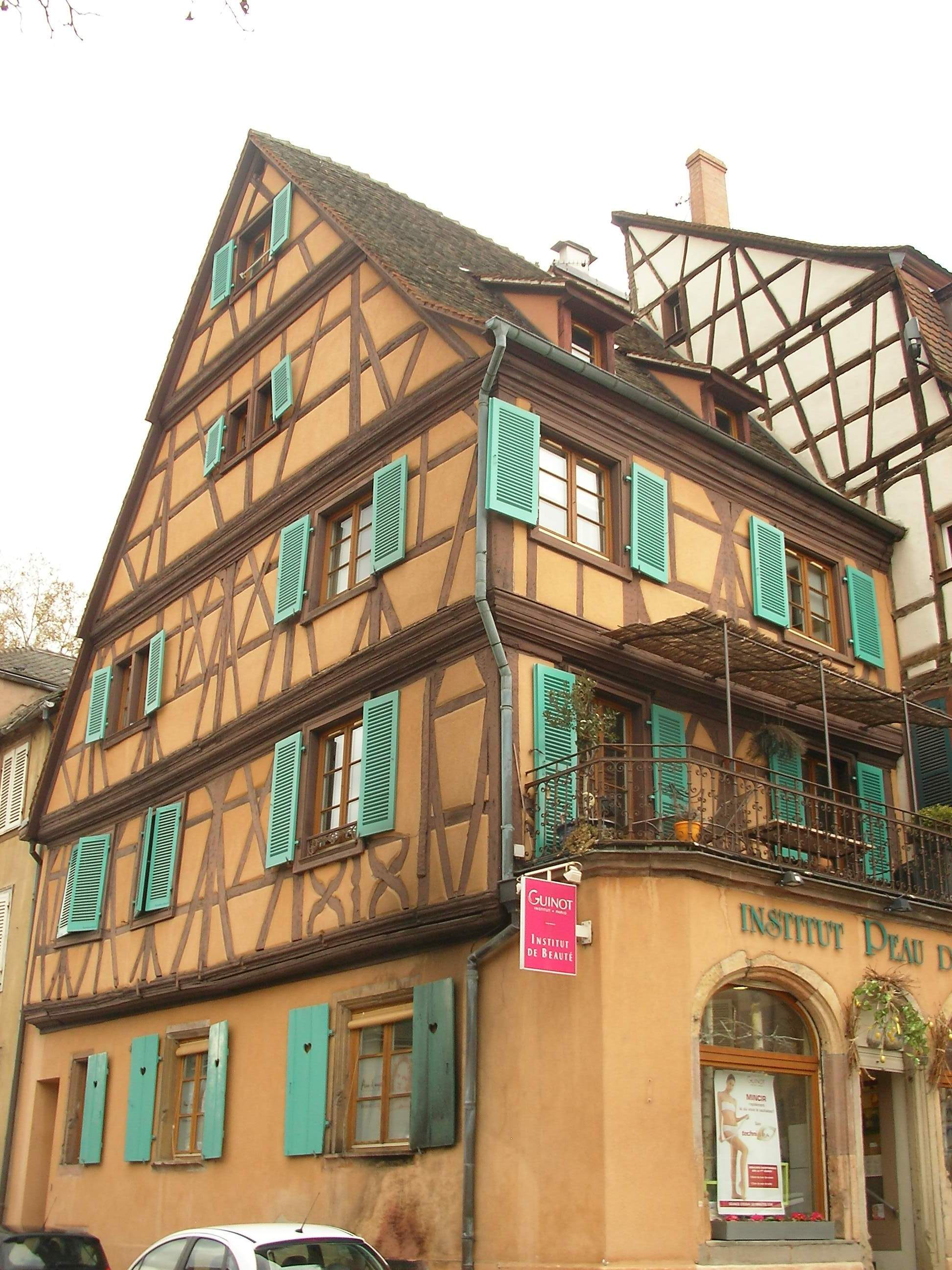
Maison zur Stelze (à l'échasse) (XIVe) au no 1[5].
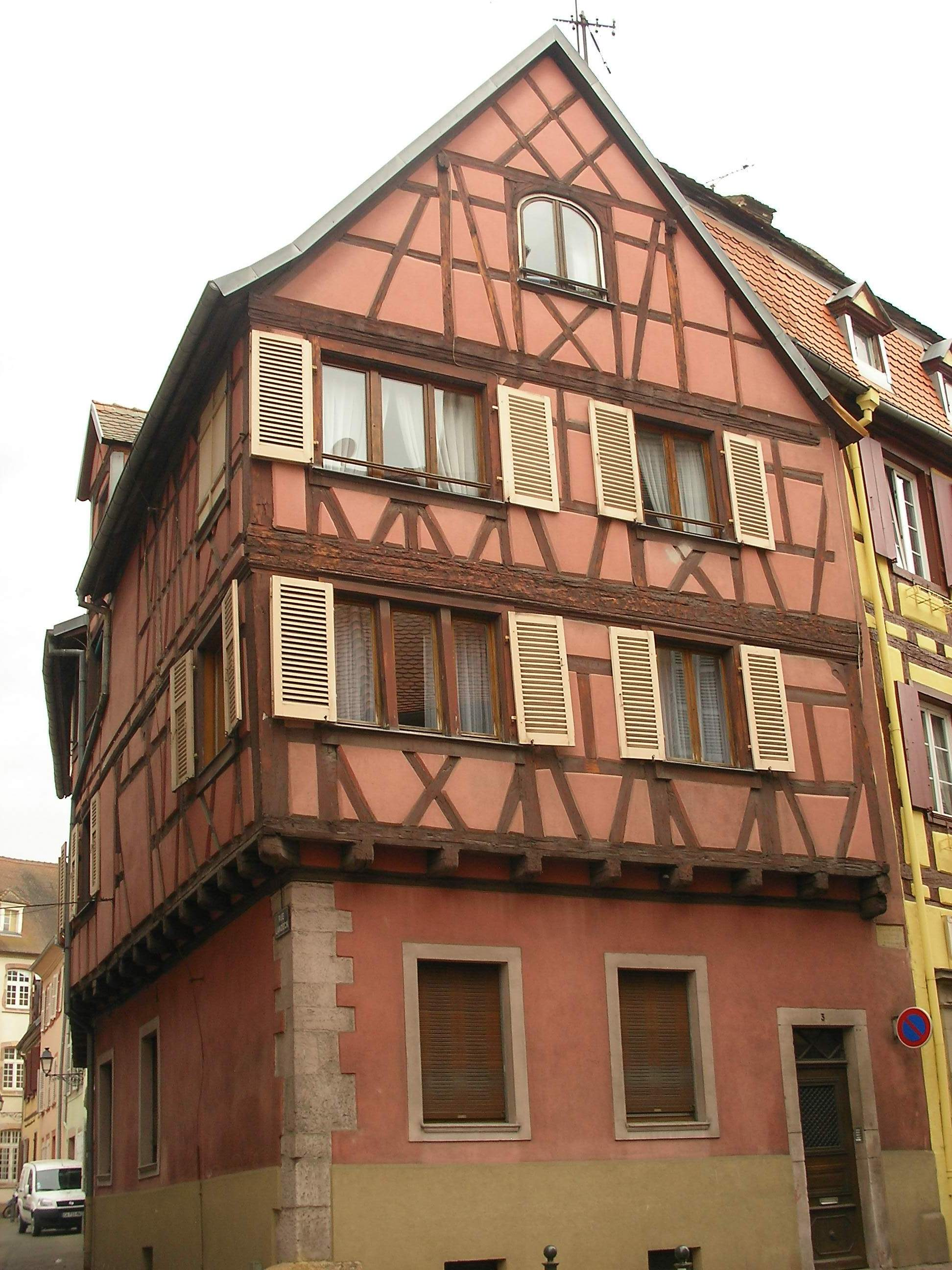
Maison zum Tanz (à la danse) (XIVe) au no 3[5].